# Patologia clinica
La patologia clinica (USA, Regno Unito, Commonwealth, Portogallo, Italia), medicina di laboratorio (Germania, Romania, Polonia, Europa dell'est), analisi clinica (Spagna) o biologia clinico-medica (Francia, Belgio, Paesi Bassi, Austria, nord Africa, ecc.) è formalmente quella branca della medicina che applica le tecniche di indagine della patologia generale - disciplina accademica - ai singoli casi clinici, in un contesto applicativo e ospedaliero. Un patologo clinico è quindi uno specialista di laboratorio e lavora su campioni biologici di tessuto, di sangue o di altri liquidi e secrezioni corporee provenienti dai pazienti. Su tali campioni egli esegue indagini di morfologia macro e microscopica, analisi chimiche, immunologiche, microbiologiche e molecolari.

## Descrizione
Di fatto, patologia clinica non è un termine di tradizione italiana ed è molto vasto e comprende diverse discipline specifiche. Esso deriva dall'anglosassone "Clinical Pathology", che era la definizione ufficiale dei servizi di anatomia patologica (pathology) con sezioni di diagnostica di laboratorio - analisi chimicocliniche e microbiologia - negli ospedali americani. Come tale, il termine preferibilmente indicava laboratori medio-piccoli con numerose sezioni sotto un'unica direzione. In centri maggiori, ben presto le varie specialità hanno dato origine a servizi e laboratori separati e amministrativamente autonomi, riuniti entro un dipartimento di patologia clinica.
In Italia, i primi servizi diagnostici con un proprio organico autonomo sono stati quelli di Anatomia Patologica, una disciplina che a livello accademico vantava una tradizione secolare. Ben presto anche le attività di analisi chimiche e di microbiologia, i cui contenuti scientifici erano più recenti, sono uscite dai "gabinetti analitici" associati ai reparti di medicina ed ai laboratori di igiene e si sono strutturati in servizi autonomi di patologia clinica - Laboratorio Analisi Chimico Cliniche e Microbiologia -, con una loro dotazione di laureati. Dai servizi di laboratorio si sono progressivamente staccati, come primariati autonomi, i servizi di medicina trasfusionale, dedicati alla raccolta di sangue e alla lavorazione degli emocomponenti. In alcuni ospedali più grandi, oltre ai servizi immunotrasfusionali, si sono resi autonomi anche i laboratori specialistici di microbiologia e virologia, dedicati agli accertamenti sulle malattie infettive, e più recentemente i laboratori specialistici di genetica e di biochimica clinica.
Oggi la definizione di "patologia clinica" è sinonimo di "medicina di laboratorio" e indica l'insieme di servizi diagnostici generali e specialistici che operano su materiali biologici prelevati ai pazienti. Come tale lo si può trovare nelle intestazioni di Dipartimenti Ospedalieri che riuniscono le attività di laboratorio, e rientra anche nella denominazione ufficiale di una società scientifica di laboratoristi nata nel 1947 (AIPaC, Associazione Italiana Patologia Clinica) che ha recentemente preso il nome di A.I.Pa.C.Me.M. (Associazione Italiana di Patologia Clinica e Medicina Molecolare).